# Forward Madison FC
El Forward Madison FC es un equipo de fútbol de Estados Unidos de la ciudad de Madison (Wisconsin), que juega en la USL League One, la tercera división de fútbol en el país.
El equipo fue fundado en 2018, y juega su temporada inaugural en 2019, compitiendo en la tercera división del sistema de ligas de fútbol de los Estados Unidos, la USL League One. Disputa sus partidos como local en el Breese Stevens Field.

## Estadio
El equipo disputa sus partidos en el Breese Stevens Field en Madison, que se ampliará de una capacidad de 3.740 a 5.000 espectadores. El estadio, que fue construido en 1925, es el parque deportivo más antiguo de la ciudad y es propiedad de la Ciudad de Madison y desde 2015 ha sido operado por Big Top Events. El estadio ha sido designado como un hito de la ciudad desde 1995, y en 2015 fue incluido en el Registro Nacional de Lugares Históricos. El estadio alberga los partidos del Madison 56ers y del East High School, así como otras competiciones deportivas, conciertos y eventos comunitarios.

## Temporadas
| Temporada | USL League One | USL League One | USL League One | USL League One | USL League One | USL League One | USL League One | USL League One | Playoffs     | US Open Cup   | Goleador                     | Goleador | Goleador |
| Temporada | PJ             | G              | E              | P              | GF             | GC             | Pts            | Posición       | Playoffs     | US Open Cup   | Jugador                      | Goles    |          |
| --------- | -------------- | -------------- | -------------- | -------------- | -------------- | -------------- | -------------- | -------------- | ------------ | ------------- | ---------------------------- | -------- | -------- |
| 2019      | 28             | 12             | 7              | 9              | 32             | 26             | 43             | 4º             | Semifinales  | Tercera ronda | Don Smart                    | 8        |          |
| 2020      | 16             | 5              | 6              | 5              | 20             | 14             | 21             | 7º             | no clasificó | no hubo       | Michael Vang                 | 4        |          |
| 2021      | 28             | 8              | 12             | 8              | 32             | 34             | 36             | 9º             | no clasificó | no hubo       | Jake Keegan Ryan Sierakowski | 6        |          |

## Jugadores

### Plantilla
Actualizado el 4 de abril de 2019